# Rail Club du Kadiogo
Actualités
Le Rail Club du Kadiogo est un club de football burkinabé basé à Ouagadougou, fondé en 1967.

## Historique
- 1967 : fondation du club sous le nom d'ASRAN, Association Sportive de la Régie de chemin de fer Abidjan Niger
- 1989 : le club est renommé Rail Club du Kadiogo (RCK)

## Palmarès
- Championnat du Burkina Faso (4)
  - Champion : 2005, 2016, 2017 et 2022

- Coupe du Burkina Faso (3)
  - Vainqueur : 1994, 2012, 2016
  - Finaliste: 1992, 1997

- Supercoupe du Burkina Faso (2)
  - Vainqueur : 2012, 2016
  - Finaliste : 1994, 2005, 2017, 2022

## Anciens joueurs
Saidou Idrissa, international nigérien
Seydou Traoré
Henri Sourwèma